# TDI Vector
La serie TDI Vector es una familia de subfusiles calibre .45 ACP desarrollados por Transformational Defense Industries. Tiene origen en los Estados Unidos. Utilizan retroceso asimétrico y un diseño alineado para reducir la elevación de la boca del cañón y el retroceso.

## Diseño
La acción patentada del vector fue originalmente diseñada por el ingeniero francés Renaud Kerbrat. Esta acción, la llamada Kriss Super V, es un mecanismo articulado que permite al cerrojo retroceder fuera del eje en un hueco detrás del brocal del cargador. La serie del Vector es la primera en utilizar esta acción; la compañía afirma que el calibre .45 ACP fue elegido para demostrar que la acción puede "domar" una bala de tal poder.
El cañón del Vector está alineado con el hombro del tirador, como en los fusiles M16 y FG42, pero también está alineado con la mano del tirador como en muchas pistolas. Al combinarse, se dice que estos factores reducen la elevación de la boca del cañón y el retroceso por la eliminación de la distancia entre las manos del tirador y el eje. Lo que podría explicar su diseño futuristico. El subfusil lleva montado sobre la parte superior de la cubierta del cajón de mecanismos un riel Picatinny (MIL-STD-1913).

## Variantes

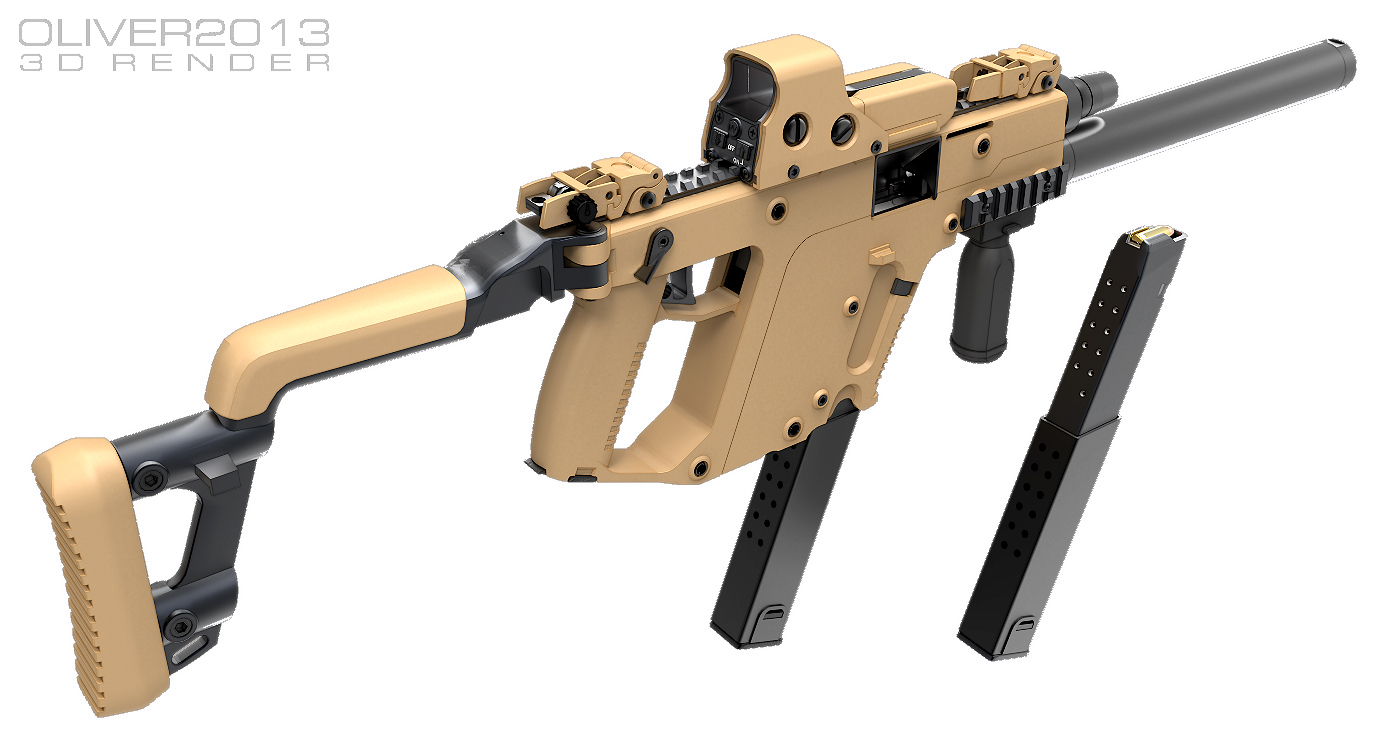
Kriss Vector con supresor y mira holografica.

La variante de fuego selectivo se comercializa como el Vector SMG, y cuenta con un cañón de 5,5 pulgadas. TDI también produce dos versiones semiautomáticas del Vector para la venta en los EE. UU. con la opción de una culata fija en los estados donde se prohíbe una plegable. La carabina semiautomática se llama Vector CRB/SO, sin confirmarse el significado de las letras "CRB"; se supone que significan "carabina." Del mismo modo, la versión semiautomática de cañón corto es etiquetado como Vector SBR/SO, que se presume significan "Short BaRrel" o "Short Barrel Rifle" (Cañón corto o Fusil de cañón corto).

## Derivados
TDI ha anunciado tiene planeado en un futuro adaptar el sistema a cartuchos de mayor calibre. Así como una escopeta calibre 12 llamada «MVS», y una ametralladora pesada calibre .50 BMG, llamada como «Disraptor», que se prevé utilizara una versión horizontal del sistema "doble Super V" de Kriss.. Pero la escopeta Disraptor desde entonces no ha sido mencionado de vuelta, mientras que el MVS fue eliminado del sitio web de TDI a finales de 2009, por lo que se presupone que han sido cancelados.
TDI anunció en 2010 el desarrollo de un prototipo de una pistola semiautomática llamada «"KRISS KARD"», que usara el sistema "Super V" en un paquete mucho más pequeño para reducir el retroceso y elevar la boca para calibres 9 × 19 mm Parabellum y .45 ACP. No tendrá la típica corredera de retroceso, sino que tendrá una palanca de armado en forma de "T" en la parte trasera.

## Usuarios

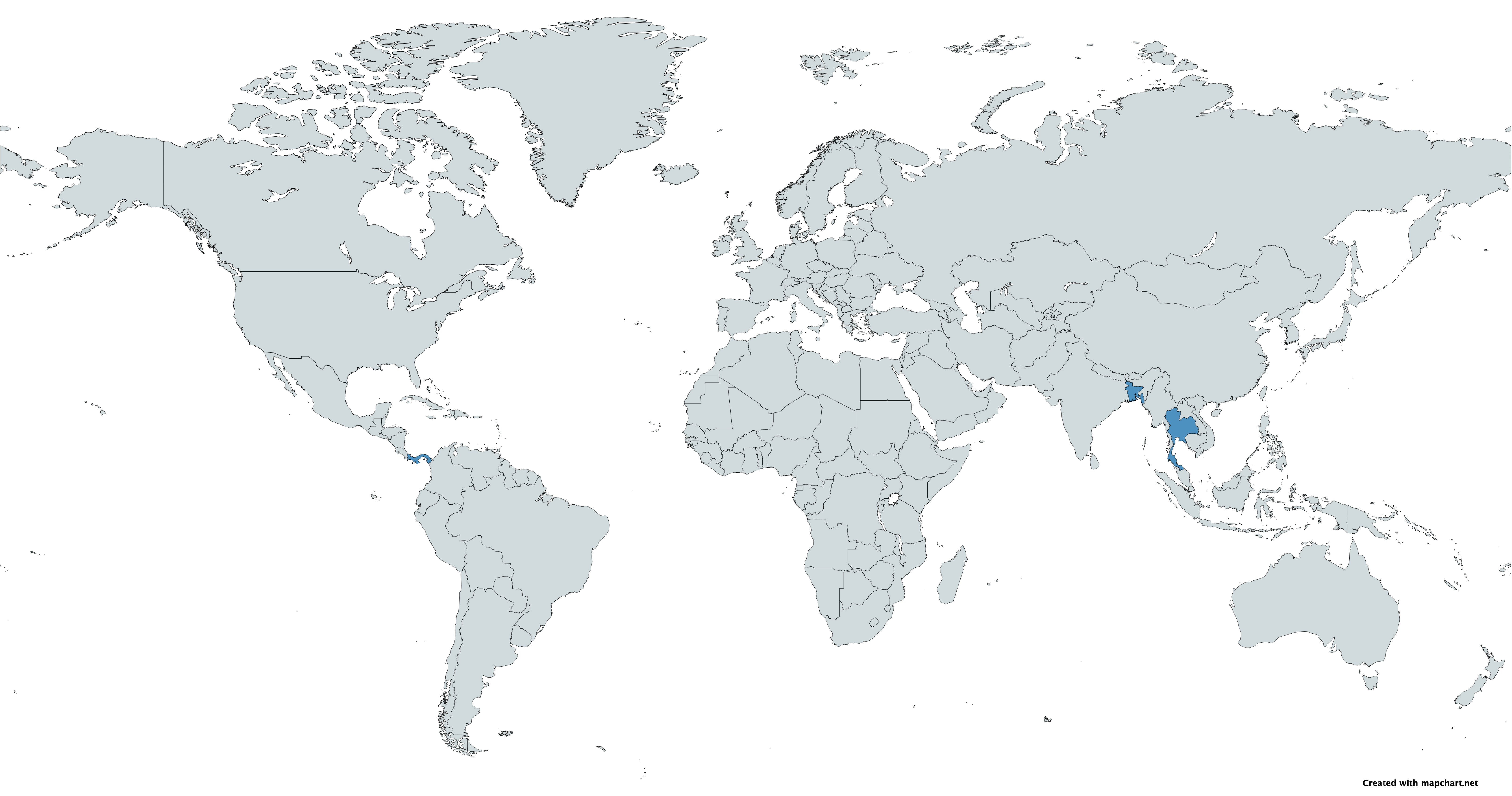
Mapa con los usuarios de TDI Vector en azul

- Bangladés: Utilizado por el Ejército de Bangladés[11][12] y la Policía de Bangladés.[13]
- Colombia: Utilizado por la Policía Nacional de Colombia.[cita requerida]
- Panamá: Utilizada por la Policía Nacional de Panamá.[14]
- Tailandia: Utilizado por el Real Ejército Tailandés y la Policía Real Tailandesa.[15][16]